# Podkamennaya Tunguska
Podkamennaya Tunguska (tiếng Nga: Подкаменная Тунгуска, nghĩa là Tunguska dưới những cục đá, Trung Tunguska hay Tunguska đầy đá) là một sông tại vùng Krasnoyarsk, Nga; đây là một chi lưu phía đông của sông Enisei và có chiều dài 1.160 dặm (1.870 km). Tên gọi của sông xuất phát từ thực tế là sông phải chảy qua bên dưới các bãi đá sỏi. Từ năm 1610 những người Nga từ Mangazeya đã vượt qua điểm hợp lưu của Podkamennaya Tunguska với Enisei; đến thập niên 1620 những người Cossack Mangazeya và những người bẫy thú đã đến đây để lấy lông thú từ các thị tộc Tungus bản địa. Sự kiện Tunguska vào tháng 6 năm 1908 diễn ra gần sông, khoảng 8 km (5,0 mi) về phía nam-đông nam của hồ Cheko.
Phần thượng du của sông còn được gọi là Katanga.